# Dracy-lès-Couches
 Dracy-lès-Couches  es una población y comuna francesa, en la región de Borgoña, departamento de Saona y Loira, en el distrito de Autun y cantón de Couches.

## Demografía
| 220 | 218 | 178 | 217 | 184 | 183 |
| Para los censos de 1962 a 1999 la población legal corresponde a la población sin duplicidades (Fuente: INSEE [Consultar]) |     |     |     |     |     |